# Bartramia delagoae
Bartramia delagoae är en bladmossart som beskrevs av C. Müller 1899. Bartramia delagoae ingår i släktet äppelmossor, och familjen Bartramiaceae. Inga underarter finns listade i Catalogue of Life.